# 에바라구
에바라구(일본어: 荏原区)는 도쿄부 도쿄시에 있던 구이다. 지금의 도쿄도 시나가와구 서부에 해당된다.

## 역사
- 1889년 5월 1일: 정촌제 시행으로 여러 마을을 합병하여 히라즈카촌(平塚村)이 발족했다.
- 1926년 4월 1일: 히라쓰카촌이 히라즈카정(平塚町)으로 승격되었다.
- 1927년 7월 1일: 히라쓰카정이 에바라정(荏原町)으로 개명했다.
- 1932년 10월 1일: 에바라군 전역이 도쿄시에 편입되면서 에바라정 구역이 에바라구(荏原区)가 되었다.
- 1947년 3월 15일: 시나가와구와 에바라구가 합병하여 새로운 시나가와구(品川区)가 출범하였다.